# Roser Vilar Aymerich
Roser Vilar Aymerich   (Tarragona, 1925 - Figueres, 6 d'agost de 2011) fou una pintora catalana. Filla de Dolors Aymerich Giné i del notari Josep M. Vilar Orovio, la família es va traslladar a Figueres quan tenia 9 anys. No va rebre una formació artística específica però el dibuix i el color li van interessar de petita, va aprendre observant altres pintors. Als disset anys va fer de model per Ramon Pichot Soler que la va retratar a llapis almenys dos vegades. Es va casar amb Lluís Dalfó Pagès amb qui va tenir un fill, i va renunciar a l'activitat plàstica. Fou amiga del cercle d'artistes que van pintar el paisatge empordanès com Joan Sibecas, Josep Maria Martínez Lozano, Josep Ministral i Lluís Roura que la van animar a recuperar la pintura, després de vint anys. El 1959, va guanyar el primer premi del concurs Art Club Bancobao de Figueres. El 1968 va realitzar la seva primera exposició individual a Figueres. Va pintar la plana de l'Empordà a prop de Figueres i Roses; natures mortes i figures peruanes: grups humans acolorits i vestits a la manera andina. Va dibuixar retrats de dones nues amb traços inacabats. Va morir a Figueres el 6 d'agost de 2011.